# 노부나가의 야망 장성록
《노부나가의 야망 장성록》(일본어: 信長の野望・将星録)은 1997년에 코에이에서 발매된 역사 시뮬레이션 게임 노부나가의 야망 시리즈의 일곱 번째 작품이다. 타이틀 장성록을 将星禄으로 쓰는 것은 오기다.
윈도우판이 최초로 발매된 후에 매킨토시, 세가 새턴, 플레이스테이션, 드림캐스트, 플레이스테이션 포터블 등의 기종으로도 발매되었다. PC판과 컨슈머판에서는 약간의 변경점이 있다. 코에이 정번 시리즈 외에 염가판도 발매되고 있다. Win판에 대해서는 2005년 9월 29일에 《노부나가의 야망 천상기 With 파워업키트》와의 트윈 캠패인판도 발매되었다.
야마시타 고스케(山下康介)가 지금까지의 간노 요코를 대신하여 음악을 담당한 최초의 시리즈 작품이기도 하다. 또 패키지 일러스트도 지금까지의 오라이 노리요시(生頼範義)에서 나가노 즈요시(長野剛)가 다루게 되었다.
Windows판은 코에이 정번 시리즈에서 없는 것은 현행 OS와의 상성이 나쁘다. 상세한 것은 후술한다.

## 개요
플레이어는 센고쿠 다이묘 중 1명(혹은 복수)를 선택하여, 전국통일을 목표로 한다.
본작에서는 전전작인 《패왕전》에서의 동맹 통일, 즉 세이이타이쇼군이 되어 다른 다이묘 모두와 동맹을 맺는 것으로의 통일이 부활했다. 다만 종속 다이묘 시스템은 탑재되지 않아서 종속이 아닌 대등한 동맹이라는 점은 전전작과 다르다. 또 본작에서는 동맹의 기한이 설정되었다. 턴에 대해서도 본작에서는 전전작과 같이 1년을 12개월로 나누고, 한 달마다 턴이 진행된다.
전작 《천상기》에서는 다이묘 혹은 군단장의 능력에 따라 행동력이 없어지면 그 이상의 명령이 가능하지 않았지만, 본작에서는 그러한 제한은 없고 전전작까지의 배하 무장 각각에게 명령을 내리는 시스템으로 돌아갔다. 또 훈공 시스템에 대해서는 전작과 같은 훈공에 의해 신분 및 병사 수가 결정되는 시스템을 거의 그대로 계승하고 있다. 하지만 전작에서의 승진은 수동적이었던 것에 비해, 본작에서는 자동으로 승진하게 되었다. 또 군단제에 대해서는 본작에서는 채용되지 않았다.
본작에서 음악은 내정 시는 전작과 같이 다이묘 거성이 있는 지방에 따라 곡이, 전쟁 시는 다이묘에 따르지 않고 야전용(규모에 따라 2종류) 혹은 공성전용의 음악이(다이묘 가문에 따른 변화 없이) 흐른다.
전작 《천상기》보다도 성의 수나 무장의 수가 줄었고 상대적으로 사고 루틴이 약해져서, PC판의 매상 누계 개수도 1998년 4월 현재 167,000개로 전작의 220,000개를 밑도는 등, 전작 정도의 평가를 얻지 못했다. 이 수치는 《열풍전》의 Windows판 부록 〈노부나가의 야망 시리즈의 족적(信長の野望シリーズの足跡)〉에 의한 것이다.
또 본작에서는 아케치 미쓰히데와 난코보 덴카이가 동일 인물이라는 설을 채용하고, 혼노지의 변 이벤트 때에는 조건에 의해 야마자키 전투의 결과로 미쓰히데가 사망할 경우도, 덴카이로 개명하여 살아남는 경우가 있다.

## 하코니와 내정
본작에서 특징적인 것은 하코니와(箱庭) 시스템이라 불리는 새로운 요소의 채용이다. 하코니와 형태의 맵에서의 내정은 지금까지의 노부나가 시리즈의 게임과는 다르다. 지금까지는 간단하게 「개간」이나 「치수」라고 하는 커맨드를 선택하는 것뿐이었지만, 본작에서는 일본 전국이 1장의 그림의 맵으로 되어 있고, 그 위에 칸의 형태로 표현되었다.
내정을 하려면 내정 유닛을 목적지의 칸으로 이동시키고, 「개간」이나 「마을 짓기(町造)」, 「치수」 등의 커맨드를 실행한다. 그러면 '황무지(荒れ地)'였던 칸이 '논(水田)'이나 '길(街)'로 변경된다. 칸의 수는 제한이 있고, 성을 기점으로 성 규모가 오르는 만큼 범위가 넓어진다. 작성 가능한 시설로는 성의 형태에 따라 제약이 있다. 어디에 무엇을 만들 것인지는 장기적인 도시 계획을 고려하여 길을 만드는 것이 필요하다. 전작까지에서는 영지의 개발도가 일정 수치에 달하면 개발은 가능하지 않았지만, 본작에서는 1번 개발한 장소를 재개발 하는 것이 가능하여, 이론상으로는 반영구적으로 개발이 가능하다. 이것은 다음 작인 《열풍전》에서도 계승된 시스템이지만, 성의 개수도(改修度)에 따라서 수입의 범위가 증감하는 시스템은 《열풍전》에는 계승되지 않았다.
전작까지 존재했던, 병사의 징병이라고 하는 개념은 사라지고, 개발하는 가운데 자연적으로 병사가 증가하게 되었다. 또 공성 등을 행하는 군세(軍勢) 유닛도, 내정과 동일한 맵 상의 칸 위에서 행동하는 시스템이다. 이것은 《열풍전》에도 계승되었지만, 외교나 조략(調略), 운송을 행할 때에도 각각의 사자 유닛, 첩자 유닛(직업이 닌자인 무장은 닌자 유닛), 운송 유닛을 배치하거나, 사자 등을 붙잡기 위한 관문을 설치하거나 할 수 있는 요소는 계승되지 않았다. 외에도 지성이라고 하는 시설을 설치하는 것도 가능하고, 지성에 주둔하는 군세 유닛은 병량의 소비를 억제할 수 있다.
콘솔판에서는, 본성의 수입 범위는 《열풍전》과 같이 성 규모를 올려도 5×5칸으로 고정되어 있다. 지성에도 3×3칸의 수입 범위가 있고, 하나의 구니 내에 3개까지 축성이 가능하다. 또 지성으로의 병량 외에 군세 유닛의 병사나 군마·철포의 보급이 소속된 본성에서 가능하며, 적의 지성을 점거해 자신의 것으로 만드는 것도 가능하다. 이런 점에서는 PC판에 비해 전략성이 올라갔다고 할 수 있다. 외교 면에서는 조정 관련 외교 커맨드는 삭제되었다. 단, 세이이타이쇼군 취임 이벤트는 남아 있다. 그리고 콘솔판에서는 숨은 커맨드를 입력하는 것으로, 숨은 시나리오로 플레이할 수 있게 되었다.

## 능력치
본작에서의 무장의 능력치는 숨은 것을 포함해도 정치, 전투, 지모, 수명, 의리, 상성으로, 전작에 비해 줄어들었다. 그 대신에 병과 적성이나 특기의 요소는 건재하다. 특기에 대해서는 내정 특기는 농업, 상업, 건설, 외교, 등용, 전투 특기는 3단(三段), 기돌(騎突), 화시(火矢), 기철(騎鉄), 발혈(抜穴)이 있다. 다만 일부 특수 능력을 가진 무장이 존재한다.

## 전투
전투는 크게 야전(해전도 포함)과 공성전의 2개로 나뉜다.
야전은 인접한 부대 수에 관계없이 1대 1로 치러진다. 하나의 군세 유닛으로는 기본적으로 제1부대(대장)부터 제5부대까지가 있고, 편성 시에 3×3의 장소 내에 자유롭게 진형을 짤 수 있다. 제1부대가 쓰러지면 패배하기 때문에 편성에는 주의가 필요하다. 단 특수 능력이 있는 일부의 무장은 예외이다.
군세 유닛에는, 방향이라고 하는 것이 있어 측면이나 배후에서 적을 공격하면 유리한 조건으로 전투할 수 있다. 또 무장의 신분에 따라 이끌 수 있는 병사 수에는 상한이 있지만, 우수한 무장이라면 최저의 아시가루 대장(足軽頭)인 상황이어도 다이묘나 신분이 높은 무장을, 측면·배후에서의 기습, 경우에 따라서는 정면에서도 쓰러뜨리는 것도 가능하다.
지성에 있는 군세 유닛은 측면이나 배후에서의 기습을 받지 않고, 또 지형 효과도 있어 능력 혹은 신분이 높은 무장이 지성에 있으면 상당히 고전한다. 그리고 지성에 있는 군세가 소비하는 병량은 본성에서 자동적으로 보급된다.
공성전은 15턴 이내에 성문을 돌파해 혼마루를 점거하면 승리한다. 성에의 공격에는 성이 있는 지형에 따라 군세 유닛 단위로 2부대에서 4부대까지 참가할 수 있다. 방어하는 측의 성의 개수도에 따라서는 1번의 공격으로 낙성시키는 것은 상당히 어려워서, 사전에 조략 등이 필요하다.
또, 본작에서는 처음으로 하코니와 시스템이 도입됨으로 인해, 시스템적으로 병량 공격도 가능하게 되었다. 성의 모든 출입구를 군세 유닛으로 봉쇄하는 것도 가능하고, 이 경우에는 성 내에 병력이 몇 만 명이 있어도 군세 유닛을 내보낼 수 없다. 성에 따라서는 수공도 가능하다.
콘솔판에서는, 공성전은 생략되어 완전 위임하게 되었지만, 파워업키트판에서 PC판과 같은 공성전이 가능하게 되었다.

## 구니의 수에 대해서
일부의 이벤트에서는 실사 무비도 도입되어서, 센고쿠 시대의 분위기를 즐길 수 있게 되었다. 기본적으로 1국 1성 1다이묘이며, 전작까지에 비하면 사라진 성이나 다이묘도 많지만, 일부는 지성이나 독립 세력으로서 존재하며, 독립 세력은 사자 유닛을 보내어 아군으로 만드는 것도 가능하다.
파워업키트판에서는 선택할 수 있는 시나리오나 역사 이벤트가 증가했고, 새로운 커맨드 「조예(早刈)」(군대가 논밭을 점령하고 있을 때 식량을 얻을 수 있는 커맨드)가 추가되었다.
콘솔판에서는 구니 수도 64에서 40으로 줄어들었고, 시설을 지을 수 있는 칸도 축소되었다.

## 직업
각 직업에 따라 게임 진행에의 영향은 이하와 같다. 또, 같은 직업을 가지고 있는 무장의 경우는 등용의 성공률이 올라간다.
닌자
조략의 성공률이 올라간다. 관문에서 잡히지 않는다. 첩자 유닛보다도 이동력이 크다. 드물게 야전에서 적장을 죽이기도 한다.
승려
승려가 성주일 경우는 드물게 병량·금전·병사 중 가장 적은 물자를 농민에게서 받는다. 다이묘가 승려인 경우는 선교사 방문 이벤트가 일어나지 않는다.
검호
야전에서 크리티컬 히트(적을 혼란시키는 공격)가 발생할 확률이 높다. 기본적으로 검호 무장은 가보 오니마루(鬼丸)를 갖게 하면 공성전에서 「참철검(斬鉄剣)」이 가능하다. 검술서로는 불가능하다.
다인(茶人)
대사가 바뀌는 정도이며, 특별한 것은 없다.
기리시탄(切支丹)
선교사 방문 이벤트가 일어나기 쉽다. 남만물(南蛮物)의 거래가 가능하다. 혼간지와의 관계가 나쁘다.

## 시나리오
시나리오는 통상판에서 총 5개였지만, 파워업키트에서 시나리오 6을 포함한 5개가 추가되어 총 10개가 되었다.
- 시나리오 1 1551년 4월 멍청이 가독을 잇다(うつけ者家督を継ぐ)
- 시나리오 2 1560년 5월 풍운 오케하자마(風雲桶狭間)
- 시나리오 3 1570년 10월 천하포무의 위기(天下布武の危機)
- 시나리오 4 1582년 2월 천하통일에의 길(天下統一への道)
- 시나리오 5 1582년 6월 천하의 계승자(天下の継承者) ※통상판에서는 숨은 시나리오
- 시나리오 6 1555년 4월 기요스 입성(清洲入城)
- 시나리오 7 1562년 2월 기요스 동맹(清洲同盟)
- 시나리오 8 1575년 5월 새로운 시대의 도래(新時代の到来)
- 시나리오 9 1584년 3월 고마키·나가쿠테(小牧·長久手)
- 시나리오 10 1589년 11월 천하통일 전야(天下統一前夜)

## Windows판에 관해
Windows판에 대해서는 파워업키트(PK)도 포함하여 코에이 공식적으로는 Windows XP 및 Windows 2000에서는 대응하지 않는다. 팬들 사이에서는 이들 OS에서 동작시키기 위한 대책도 생각되었지만, 어디까지나 비공식적인 것이다. 통상판에 대해서는 XP 발매 뒤 2002년 12월 8일에 Win XP 및 Win 2000에의 대책이 이뤄진 것이 염가판 코에이 정번 시리즈로서 재발매된 것이지만, 2009년 현재 PK, 혹은 with PK에 대해서는 이들의 OS에의 대응판의 재발매는 이뤄지지 않았다(비대응판의 재발매는 전작 《천상기》 및 다음 작 《열풍전》 각각 with PK 세트 판매라고 하는 형태로 이뤄졌다). 그리고 정번 시리즈판에서는 PK를 별도 입수해도 적용하는 것은 가능하지 않다. 또 Windows Vista에의 대응 상황은 정번 시리즈를 포함해 공식적으로는 발표되지 않았다.
다만 PK에 탑재되어 있는 에디터 기능은 비공식 툴을 사용하는 것으로 대용할 수 있다.
기존판은 대응이 되질 않으나 2013년에 출시된 30주년 기념팩에 포함된 장성록 With 파워업키트에서는 Windows 7에서 실행이 가능하다.(최신OS까지 대응) 다만 실행하면 각 상황의 장면에 엉뚱한 BGM이 나와서 이 문제를 수정한 1.01패치가 나왔다.

## 특수 능력
참철검
아시카가 요시테루만이 가지는 특수 능력이다. 이외의 무장은, 기본적으로 검호 무장에게 1등급 가보 '오니마루'를 가지게 하면 가능하다. 공성전에서 본진의 부대가 성문을 통상 공격하면, 방어도에 관계없이 일격으로 파괴할 수 있다.
가게무샤(影武者)
다케다 신겐·사나다 유키무라만이 가지는 특수 능력이다. 야전에서 본진이 전멸해도 랜덤으로 다른 부대로 본진이 이동하고, 군세가 괴멸되지 않는다. 경우에 따라서는 발생하지 않기도 한다.
잇코잇키(一向一揆)
혼간지 가의 당주가 가지는 특수 능력이다. 랜덤으로 특정 성에 잇코잇키를 일으킬 수 있다. 잇코잇키 군세의 조작은 불가능하다. 혼간지 가가 멸망하면 잇코잇키는 소멸된다.
뇌신검(雷神剣, 가칭)
야전에서 드물게 적에게 혼란과 큰 데미지를 준다(크리티컬 히트와는 다르다). 발생 조건은 분명하지 않지만, 9등급 가보 '라이키리(雷切)'를 가지고, 비가 오는 턴에 공격하면 가능성이 높아진다. 다치바나 도세쓰를 사용해 적 부대에 통상 공격을 하면, 크리티컬 히트가 발동하고, 번개 이펙트가 일어난다. 또, 적 부대의 통상 공격을 받을 때에도, 같은 연출과 효과가 발생하는 경우가 있다. 그리고 기마 부대의 돌격으로도, 우천 시에는 발생할 가능성이 있다.